# Volyn' (Rybnovskij rajon)
Volyn' è un centro abitato della Russia.